# إنزيم منظم
 إنزيم تنظيمي أو منظم هو إنزيم فيمسار كيميائي حيوي، والذي ينظم نشاط المسار من خلال استجابته على وجود بعض الجزيئات الحيوية الأخرى. وعادة ما يتم ذلك للمسارات التي قد تكون هناك حاجة لمنتجاتها بكميات مختلفة في أوقات مختلفة، مثل إنتاج هرمون معين. الإنزيمات التنظيمية موجودة في تركيزات عالية (Vmax منخفضة)  بحيث يمكن زيادة نشاطها أو تناقصه مع التغيرات في تركيزات المادة الهدف.
الانزيمات التي تحفز التفاعلات الكيميائية مرارا وتكرارا تسمى الانزيمات التنظيمية.

## نظرة عامة
بشكل عام، فإن البروتين ذات بنية القطعي الزائد  في الظروف  البيئة أو الوسط المحدد والمناسب تكون نشطة وعلى الإستعداد للقيام بمهمتها،  ولكن هناك بعض المثبطات، وهي المسؤولة عن تنظيم بعض مسارات التمثيل الغذائي. الإنزيمات التنظيمية هي عادة الإنزيم الأول في نظام متعدد الأنزيمات: المادة الناتجة من التفاعل المحفز بواسطة الإنزيم الأول هي المادة الهدف والمحفزه للإنزيم الثاني، وبالتالي فإن الخلية يمكنها التحكم في كمية المنتج الناتج عن طريق تنظيم نشاط الإنزيم الأول للمسار.
هناك العديد من استراتيجيات تفعيل وتعطيل الإنزيمات التنظيمية. الإنزيمات التنظيمية تتطلب عملية تنشيط إضافية وتحتاج المرور ببعض التعديلات في أبعادها الثلاثية من أجل أن تصبح فعالة، على سبيل المثال، تحفيز الإنزيمات (الإنزيمات التنظيمية). وهناك حاجة إلى تنظيم تفعيل هذه الإنزيمات المحفزة من أجل تنظيم سرعة التفاعل بأكمله، بحيث يمكن الحصول على كمية المنتج المطلوب في أي وقت، مما يجعل الإنزيمات التنظيمية لها أهمية بيولوجية. لذلك، فإن هناك نوعين من الإنزيمات التنظيمية بناءا على طريقة التحكم في التنشيط وهم: الإنزيمات التفارغية والإنزيمات المعدلة تساهميا. ولكن، فإنه يمكن لإنزيم ان يجمع بين كلا النوعين من التنظيم.

## الإنزيمات التفارغية
هذا النوع من الانزيمات يحتوي على اثنين من مواقع الربط  وهم: موقع خاص بالمادة الهدف للإنزيم والاخر  للمستجيبات. المستجيبات هي جزيئات صغيرة التي تعدل نشاط الإنزيم؛ فهي تعمل من خلال عكسها  عن طريق رابطة غير تساهمية تربط المستجيب والإنزيم في موقع من مواقع الربط ويسمى موقع تفارغي وهو ليس موقع التنشط الخاص بالمادة الهدف. عند الارتباط، هذه المركبات (المستجيب) لا تشارك في التحفيز مباشرة، ولكنها لا تزال ضرورية: فأنها تؤدي إلى تغير متعلق ببنية الإنزيم. وهذ التغيير بدوره يؤثر على بنيه الموقع النشط الخاص بالمادة الهدف والذي يؤدي إلى تغير نشاط التفاعل والسماح لهم بالارتباط لإكمال التفاعل .
خصائص
 الإنزيمات التفارغية هي عموما أكبر في الكتلة من الإنزيمات الأخرى. وتختلف في وجود وحده واحده للإنزيم، ففي هذه الحالة  الأنزيم التفارغي يتألف من عدة وحدات والتي تحتوي على مواقع الربط النشطة ومواقع الربط للجزيئات التنظيمية.
فهذه الإنزيمات تقدم حركية خاصة: تغيرات التكوين في كل سلسلة من البروتين تعزز التغيرات في السلاسل الأخرى وهذا مايسمى بالتعاون. وتحدث هذه التغييرات على المستويين الثالث والرابع من التنظيم.
على أساس التعديلات أو التغيرات في الإنزيمات التفارغية، يمكن تصنيفها في مجموعتين:
- الإنزيمات التفارغية هوموتروبيك (Homotropic): في هذه الحالة، المادة الهدف والمستجيب يلعبون دورا في تعديل الإنزيم، مما يؤثر على النشاط التحفيزي للإنزيم.
- الإنزيمات التفارغيه هيتروتروبيك (Heterotropic): في هذه الحالة فقط المستجيب هو الذي يلعب دورا في تعديل بنيه الإنزيم.

### ردود الفعل المثبطة
في بعض الأنظمة  لمتعدد الإنزيمات: يتم تثبيط الإنزيم عن طريق المادة الناتجة عن التفاعل وذلك عند ارتفاع تركيز الناتج النهائي للتفاعل عن التركيز اللازم لحاجة الخلية. لذا، فإنه يمكن التحكم في سرعة التفاعل عن طريق كمية المادة الناتجة والتي تحتاجها الخلية. وبالتالي كلما قل احتياج الخلية للمادة الناتجة من التفاعل، كلما بطأت سرعه التفاعل.
ردود الفعل المثبطة هي واحدة من أهم الوظائف للبروتينات. بسبب ردود الفعل المثبطة، فإن الخلية قادرة على معرفة ما إذا كانت كمية المادة المنتجة كافية لعيشها أو هناك نقص في المادة المنتجة (أو هناك الكثير من المادة المنتجة). الخلية قادرة على الرد على هذا النوع من الأوضاع  بطريقة ميكانيكية وحل مشكلة كمية المادة المنتجة. مثال على ردود الفعل المثبطة في الخلايا البشرية هو البروتين أكونتيز (aconitase ) وهو عبارة عن إنزيم لتحفيز عملية التشاكل  (isomeration) لتحويل السيترات إلى الإيزوسيترات)، عملية التشاكل هي تحويل المركب إلى مركب اخر له نفس التركيب ولكن يختلف في الخواص. فإنه عندما تحتاج الخلية إلى الحديد، يفقد إنزيم أكونتيز جزيء الحديد وبالتالي يتغير شكله. عندما يحدث هذا،  يتم تحويل ال أكونتيز إلى IRPF1 ،  وهو عباره عن مثبط للترجمة أو يساعد على إستقرار mRNA , والذي بدوره يثبط تكوين البروتينات-ملزمة الحديد  ويفضل تكوين البروتينات التي تتمكن من الحصول على الحديد من الخلايا المتحفظة عليه 

## الانزيمات المعدلة تساهميا
هنا، يتم تغيير الشكل النشط وغير النشط للإنزيم بسبب التعديلات التساهمية لهياكلها التي تحفز عن طريق إنزيمات أخرى. هذا النوع من التنظيم يتكون من إضافة أو التخلص من بعض الجزيئات التي يمكن أن ترتبط ب الإنزيم. أهم المجموعات التي تعمل كمعدلات هي فوسفات، ميثيل، أوريدين، أدينين وأدينوسين ثنائي فوسفات ريبوسيل. هذه المجموعات تنضم أو تزال من البروتين عن طريق إنزيمات أخرى. و تعتبر أبرز التعديلات التساهمية هي  الفسفرة. ومن الأحماض الأمينية  الشائعة التي تشارك في التعديلات التساهمية وتستخدم للسيطرة على الأنشطة التحفيزية للإنزيم هي: سيرين، التربتوفان والتيروزين. و يعتير إنزيمات الكايناز و الفسفاتازات من الإنزيمات المعروفة التي تؤثر على هذه التعديلات، مما ينتج عنه تغيرات متعلقة بحالة الشكل التكويني للإنزيم وتؤثر على مدى انجذابه للمادة الهدف (substrate).

### الفسفرة
الفسفرة هو إضافة مجموعات الفوسفات للبروتينات، والتي هي آلية التعديل التنظيمي الأكثر شيوعا في خلايانا. هذه العملية تحدث في الخلايا بدائية النواة والخلايا حقيقية النواة (نصف أو ثلث بروينات هذا النوع من الخلايا تخضع لعملية الفسفرة). بسبب شيوع هذه العملية، فإن الفسفرة لها أهمية كبيرة في تنظيم المسارات في الخلايا.
إضافة مجموعة الفسفوريل إلى الإنزيم تحفز بواسطة إنزيمات الكيناز، في حين أن التخلص من هذه المجموعة  تحفزه أنزيمات الفوسفاتيز. تردد عملية الفسفرة كآلية تنظيمية يرجع إلى سهولة التغيير من شكل مفسفر إلى شكل غير مفسفر.
الفسفرة أو إزالة الفسفرة  تجعل وظيفة الإنزيم فعالة  في وقت احتياج الخلية لحدوث هذا التفاعل. و يمكن تقسيم الآثار الناتجة عن إضافة مجموعات الفسفوريل التي تنظم حركية التفاعل إلى مجموعتين:
- الفسفرة تغير تشكيل الانزيم إلى طريقة أكثر نشاطا أو غير نشطة (مثل تنظيم الجليكوجين فسفوريلاز). كل مجموعة فوسفات تحتوي على إثنين من الشحنات السالبة، وبالتالي فإن إضافة هذه المجموعة يمكن أن يسبب تغييرا هاما في تشكيل الإنزيم. يمكن لمجموعة الفوسفات أن تجذب الأحماض الأمينية ذات الشحنة الموجبة أو إنشاء تفاعل تنافري مع الأحماض الأمينية ذات الشحنة السالبة. هذه التفاعلات يمكن لها أن تغير التشكيل ووظيفة الإنزيم. عندما يزيل إنزيم الفوسفاتيز مجموعات الفوسفات، يعود هذا الإنزيم إلى التشكيل الأولي.
- الفسفرة تغير مدى انجذاب الإنزيم إلى المادة الهدف (مثال على ذلك: فإن فسفرة  نازعة هيدروجين الإيزوسيترات (isocitrate dehydrogenase) يخلق التنافر الكهربائي الذي يمنع اتحاد المادة الهدف إلى المركز النشط). الفسفرة يمكن أن تحدث في المركز النشط  للإنزيم. فإنه يمكن تغيير تشكيل  هذا المركز النشط، وبالتالي يمكن التعرف على المادة الهدف أو لا. أيضا، يمكن للفوسفات المتأينة جذب بعض أجزاء المادة الهدف، والتي يمكن أن تنضم إلى الإنزيم.

الفسفرة وإزالة الفسفرة  قد تحدث كاستجابة لإشارات تحذر من تغيير في الخلية. وهذا يعني أن بعض المسارات حيث الإنزيمات التنظيمية المشاركة تنظمها الفسفرة بعد إشارة محددة في الخلية.
بعض الإنزيمات يمكن فسفرتها في مواقع متعددة. وجود مجموعة الفسفوريل في جزء من البروتين قد تعتمد على طي الإنزيم (والتي يمكن أن تجعل من البروتين أكثر أو أقل قابلية للوصل من قبل بروتينات الكيناز) وعلى قرب من مجموعات فسفوريل الأخرى.

### التحلل البروتيني

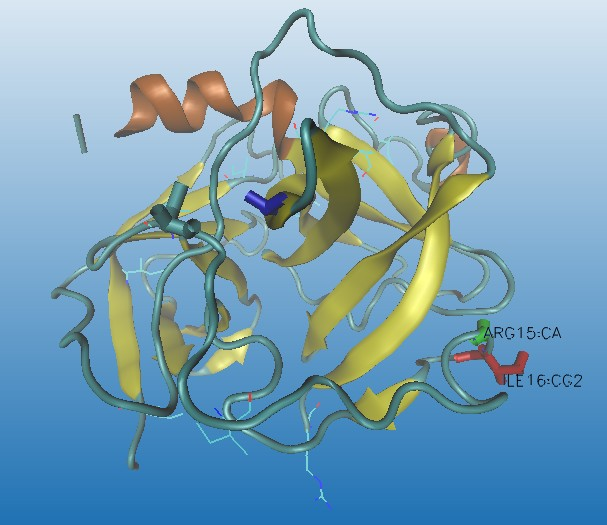
Chymotrypsinogen كيموتريبسينوجين (بريكورسرللكيموتربسين). اللون الأحمريشير إلى بقايا ILE16 و اللون الأخضر يشير إلى بقايا ARG15 وكل منهما يشارك في تنشيط الإنزيم. اللون الأزرق الداكن يشير إلى بقايا ASP 194 و التي في وقت لاحق من شأنها التفاعل مع ILE 16.

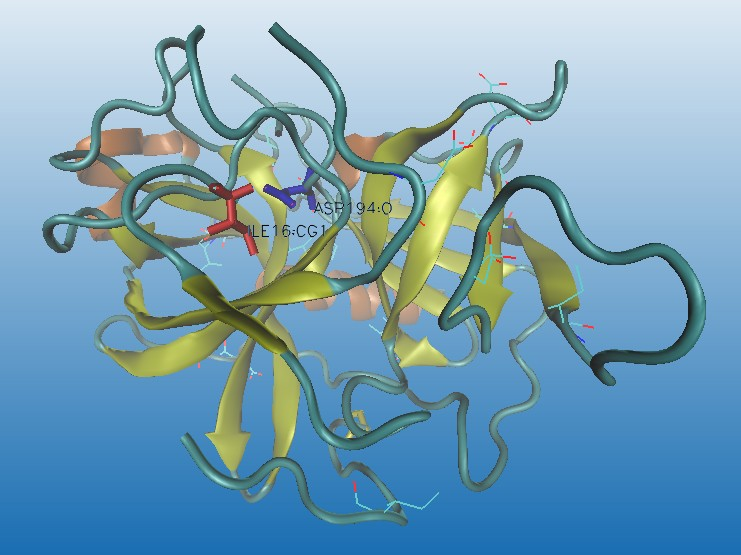
غاما-كيموتربسين. اللون الحمر يشير إلى بقايا ILE16 التي هي الآن تتفاعل مع ASP194 (الأزرق الداكن). الخطوة الأولى من تنشيط الإنزيم : تم تحلل الرابطة الببتيد ARG15-ILE16 و التحرير عن أمين ILE16، ذات الشحنه الموجبة في الظروف الفسيولوجية. الأمين سوف يتفاعل بقوة مع الجذري ذات الشحنة السالبة ASP194، وسيتم تأسيس الرابطة الأيونية.

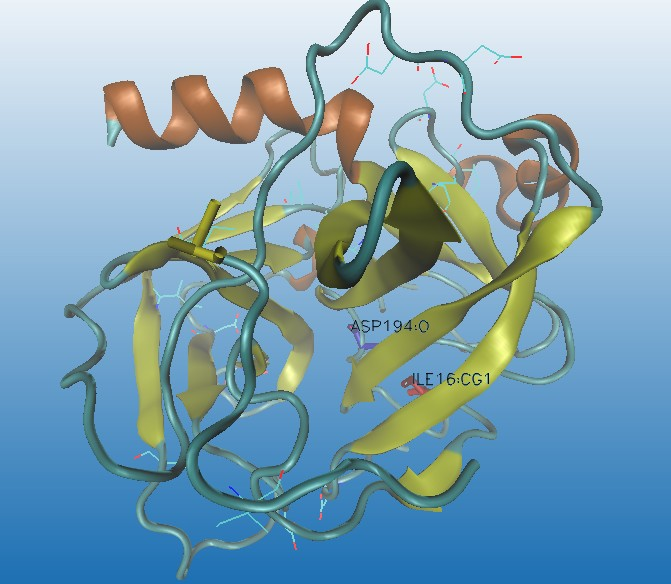
غاما-كيموتربسين, مركب ألفا كيموتربسين. الصور معدلة من pdb

بعض الإنزيمات تحتاج إلى المرور خلال عملية النضوج لتصبح فعالة. بريكورسر
 precursor (حالة غير نشطة، والمعروفة ب
 zymogen) يتم تصنيعه أولا، ومن ثم، عن طريق قطع بعض روابط ببتيديه محددة (الحفز الأنزيمي من قبل الانقسام الانتقائي التحللي)، يتم تعديل التشكيل  ثلاثي الأبعاد 3D إلى حد كبير في حالة التخفيز الوظيفي، والحصول على الانزيم النشط.
التحلل البروتيني لا رجعة فيه وعادة غير محددة. بالإضافة إلى ذلك فإن نفس المنشط يمكن له تعديل إنزيمات تنظيمية مختلفة: ماإن يتم تنشيط التربسين  ، فإنه ينشط العديد من إنزيمات التحلل الأخرى. التحلل البروتيني يمكن أيضا أن يكون سريع وبسيط وبالتالي يمكن لتحلل رابطة ببتيدية واحدة أن يكون كافيا لتغيير تشكيل البروتين وبناء المنطقة النشطة، مما يتيح التفاعل بين الإنزيم والمادة الهدف، على سبيل المثال، تنشيط كيموتربسين (كما هو مبين في الصور).
يتم تنشيط العديد من أنواع مختلفة من البروتينات مع أدوار مختلفة في عملية التمثيل الغذائي عن طريق التحلل البروتيني لأسباب كبيرة:
- إنزيمات هيدرولية قوية، على سبيل المثال، إنزيمات الجهاز الهضمي، يتم تنشيطها عن طريق التحلل البروتيني حتى نتمكن من ضمان أنها غير قادرة على تحليل أي بروتين غير راغب حتى الوصول إلى المكان الصحيح: البروتينات المحللة ل zymogens يتم بنائها في البنكرياس وتتراكم في الحويصلات حيث أنها لا تزال غير ضاره. عندما يكون هناك حاجة إليها، بعض التحفيز الهرموني أو العصبي يؤدي إفرازzymogens  إلى الأمعاء ويتم تنشيطها.
- يجب أن تكون بعض الاستجابات النهائية فورية حتى الإنزيمات التي تحفز تلك التفاعلات تحتاج إلى أن تكون مستعدة ولكن ليست نشطة، لهذا السبب يتم تصنيع  zymogene وتبقى مستعدة للتنشيط السريع. ويستند استجابة التخثر على الأنزيمية المتتالية التحلل البروتيني الناضج (enzymatic cascade proteolysis maturation). لذلك، من خلال تفعيل أول إنزيم محفز يتم تنشيط كمية كبيرة من الانزيمات التالية وكمية المنتج المطلوب يتم تحقيقها كما هو مطلوب.
- بروتينات الأنسجة الضامة  مثل الكولاجين (zymogen: procolagen), الهرمونات مثل الأنسولين (zymogen: proinsulin) والبروتينات المشاركة في عمليات التنمية وموت الخلايا المبرمج (موت الخلايا المبرمج) يتم تفعيلها من خلال التحلل البروتيني أيضا.

التحلل البروتيني لا رجعة فيه، مما يعني الحاجة إلى عملية تثبيط الإنزيم . هناك مثبطات محددة مماثلة للمادة الهدف يمكنها أن تنضم بشدة للإنزيم وتحجب المادة الهدف من للانضمام إلى الإنزيم. وهذا الاتحاد قد يستمر لعدة أشهر.